# انتقام جویان سری
انتقام جویان سری (انگلیسی: Secret Avengers)) مجموعه‌ای از کتاب‌های کمیک آمریکایی است که توسط مارول کامیکس منتشر شده‌است که در آن یک تیم تخیلی ابرقهرمانی سیاه‌افزار به همین نام حضور دارد. این مجموعه با اد بروبیکر شروع شد که وظیفه نویسندگی را برعهده داشت و یک فرقه سیاه‌پوست از تیم فوق‌قهرمان برتر مارول، انتقام‌جویان را به تصویر می‌کشید که تحت هدایت و رهبری کاپیتان استیو راجرز (کاپیتان سابق آمریکا) فعالیت می‌کردند.این سریال بخشی از راه اندازی مجدد خط انتقام جویان به عنوان بخشی از «عصر قهرمانانه» است.